# Sesja 72
Sesja 72 – polski zespół free-jazzowy.

## Historia
Formację założył w 1972 roku perkusista Władysław Jagiełło, który zaprosił do współpracy kontrabasistę Helmuta Nadolskiego, trębacza Andrzeja Przybielskiego i pianistę Andrzeja Bieżana. Zespół występował w warszawskiej Starej Prochowni w spektaklu muzycznym według pomysłu Igi Cembrzyńskiej, zatytułowanym Cztery dialogi z sumieniem, opartym na wierszach poetki Mariny Cwietajewej. Monodram cieszył się sporym powodzeniem. W 1973 roku artyści zaprezentowali go na Festiwalu Jednego Aktora we Wrocławiu (nagroda specjalna), a także podczas XIV Międzynarodowego Festiwalu "Jazz Jamboree", gdzie ich występ przyjęto entuzjastycznie. Wersja płytowa Dialogów ukazała się na wydanym przez brytyjską wytwórnię Apollo Sound albumie Four Dialogues With Conscience na który złożyły się kompozycje Cembrzyńskiej oraz wszystkich muzyków grupy.

## Dyskografia

### Albumy
- Four Dialogues With Conscience (LP, Apollo Sound – AS 1014; 1973)